# Ken Lloyd
Kentaro James Shibuya Lloyd (el 25 de marzo de 1976, Londres, Inglaterra) es un músico, vocalista y compositor británico/japonés. El escribe sus letras en inglés y japonés, ya que es fluente en ambos idiomas. Es actualmente vocalista de las bandas Fake?, Oblivion Dust y Atom on Sphere.
Ken es hijo de un abogado inglés y una madre japonesa, por ende, él paso su niñez y juventud entre Japón e Inglaterra, donde él se graduó del colegio para luego ir a la Universidad en Japón. Una vez en Japón, él dejó la Universidad y se unió a Oblivion Dust como vocalista y (en un comienzo) guitarrista. En un principio, la banda contaba con K.A.Z (Kazuhito Iwaike) como guitarrista principal,  Derek Forbes  como bajista y Taka Motomura a la batería, siendo luego Ken el vocalista de la banda. Él más tarde confesó que se unió a la banda mientras estaba borracho y en respuesta a sus padres, quienes expresaron preocupación acerca de su futuro, él puso el mensaje “actualmente desobedeciendo a mis padres” en la cubierta de su guitarra. El grupo en un principio, no tuvo mucha respuesta positiva, y aunque tuvieran gente siguiéndoles, las canciones en inglés de Ken no tenían el mismo tirón mediático que las que componían los demás grupos. Pero eso no les impidió seguir adelante. Un día, fueron llamados para algo más grande, gracias a la ayuda del guitarrista, músico, compositor, y vocalista Hide. Gracias a éste,que puso toda su fe en ellos, consiguieron un contrato discográfico que les ayudó a lanzar su carrera, hasta los días de hoy.
Ken también trabajó como VJ en MTV Japón en un programa llamado British Code, donde el ponía vídeos musicales de artistas británicos. Mientras la banda iba ganando popularidad, él dejó el programa para concentrarse en ella.
En septiembre de 2001, Oblivion Dust se disolvió. Pero poco después, él se unió con Inoran (Luna Sea) para formar Fake?. La banda tuvo mucho éxito, por la unión de ambos músicos. Ambos eran líderes de ella, hasta que en 2005, Inoran decide abandonar el proyecto conjunto para ir por parte individual, sin dejar de lado su banda principal, Luna Sea. Actualmente, Ken es el líder de FAKE? , y no tiene intención alguna de que la banda llegue a disolverse. 
En 2007, comenzó a protagonizar un programa de radio llamado KEN LLOYD`S 13 DAYS, en la inter-FM todos los viernes desde enero, hasta marzo. Más tarde, Ken anunció el 28 de junio el regreso de  Oblivion Dust  a los escenarios, además del nuevo CD que saldría poco después, llamado como la misma banda. Ese fue un gran año para la banda, que también actuó junto a muchos otros grupos y reconocidos artistas del panorama musical japonés, en el  Hide Summit Memorial, para brindar homenaje al exguitarrista de  X JAPAN, Hide, tocando canciones tan representativas como "Genkai Haretsu" en su honor. Pero después de este año de duro trabajo con Oblivion Dust, saltó la duda. La cual, Ken calló afirmando que seguiría trabajando para ambos grupos.
Kentaro siempre fue muy reconocido por su increíble técnica vocal, a la cual muchos han llamado única. Por este motivo, en 2011, le surge un nuevo proyecto llamado Atom On Sphere. Lanzaron un CD el 21 de diciembre del mismo año,además de una serie de conciertos que fueron todo un éxito, haciendo que Ken continuara con la banda hasta el día de hoy. Al pasar unos meses, en 2012 tras trabajar con su banda Atom on Sphere, los integrantes de Oblivion Dust volvieron a unirse una vez más para lanzar su nuevo álbum "9 Gates for Bipolar". 
Pero la cosa no quedó allí, y como Ken había dicho las tres bandas que él formaba seguirían en pie. Además en 2013, Ken e Inoran vuelven a reunirse, aunque no en la misma banda. Inoran, con su nueva banda Muddy Apes, se unió a la gira "Royal Infectious" de FAKE?, tocando ambos una vez más juntos. 
Actualmente, Ken sigue trabajando con las tres bandas, con muchos proyectos y giras pendientes.